# Euroligue de basket-ball 2002-2003
Navigation
Édition précédente Édition suivante
L’Euroligue 2002-2003 est la 46e édition de l’Euroligue masculine, compétition qui rassemble les meilleurs clubs de basket-ball du continent européen.

## Principe
L’édition 2002-2003 mit aux prises 24 équipes. Lors du premier tour, ces vingt-quatre équipes furent réparties en trois groupes de huit. Les cinq premiers de chaque groupe ainsi que le meilleur sixième se qualifièrent pour le Top 16.

## Équipes participantes et groupes
| Groupe A AEK Athènes FC Barcelone ALBA Berlin Skipper Bologne Efes Pilsen İstanbul Pau-Orthez Benetton Trévise Cibona Zagreb | Groupe B Panathinaïkos Athènes Žalgiris Kaunas Olimpija Ljubljana Unicaja Malaga KK Budućnost Podgorica Montepaschi Sienne Maccabi Tel-Aviv Tau Vitoria | Groupe C KK Partizan Belgrade Virtus Bologne Ülker İstanbul Olympiakós Real Madrid CSKA Moscou ASVEL Villeurbanne Śląsk Wrocław |

## Déroulement

### Saison régulière
La saison régulière se déroule du 9 octobre 2002 au 13 février 2003.

#### Groupe A
| Rang | Équipe           | Pts | J  | G  | P  | Pp   | Pc   | Diff |  | Résultats (dom.\ext.) |        |       |       |       |        |       |        |       |
| ---- | ---------------- | --- | -- | -- | -- | ---- | ---- | ---- |  | --------------------- | ------ | ----- | ----- | ----- | ------ | ----- | ------ | ----- |
| 1    | Benetton Trévise | 26  | 14 | 11 | 3  | 1253 | 1108 | 145  |  | Benetton Trévise      |        | 94-82 | 87-75 | 95-80 | 96-82  | 94-73 | 107-81 | 72-59 |
| 2    | FC Barcelone     | 26  | 14 | 11 | 3  | 1137 | 1048 | 89   |  | FC Barcelone          | 86-85  |       | 73-60 | 94-75 | 104-82 | 84-62 | 81-74  | 68-54 |
| 3    | Efes Pilsen      | 22  | 14 | 8  | 6  | 1072 | 998  | 74   |  | Efes Pilsen           | 84-82  | 91-92 |       | 75-57 | 91-57  | 69-71 | 74-62  | 74-79 |
| 4    | Skipper Bologna  | 22  | 14 | 8  | 6  | 1085 | 1087 | -2   |  | Skipper Bologna       | 82-75  | 82-70 | 72-73 |       | 76-71  | 85-75 | 88-78  | 82-76 |
| 5    | KK Cibona Zagreb | 21  | 14 | 7  | 7  | 1066 | 1118 | -52  |  | KK Cibona Zagreb      | 71-100 | 94-77 | 64-56 | 89-83 |        | 66-62 | 90-72  | 85-71 |
| 6    | Pau-Orthez       | 20  | 14 | 6  | 8  | 1076 | 1124 | -48  |  | Pau-Orthez            | 88-93  | 72-84 | 74-85 | 76-71 | 77-74  |       | 97-82  | 86-84 |
| 7    | ALBA Berlin      | 18  | 14 | 4  | 10 | 1064 | 1172 | -108 |  | ALBA Berlin           | 75-78  | 66-80 | 63-84 | 77-80 | 84-70  | 82-80 |        | 80-76 |
| 8    | AEK Athènes      | 16  | 14 | 1  | 13 | 1000 | 1098 | -98  |  | AEK Athènes           | 90-94  | 57-62 | 64-81 | 63-62 | 69-71  | 71-83 | 87-88  |       |

#### Groupe B
| Rang | Équipe              | Pts | J  | G  | P  | Pp   | Pc   | Diff |  | Résultats (dom.\ext.) |       | T     |        | M     |       |        |         |        |
| ---- | ------------------- | --- | -- | -- | -- | ---- | ---- | ---- |  | --------------------- | ----- | ----- | ------ | ----- | ----- | ------ | ------- | ------ |
| 1    | Panathinaïkós       | 25  | 14 | 11 | 3  | 1103 | 1039 | 64   |  | Panathinaïkós         |       | 86-83 | 65-63  | 77-65 | 64-77 | 64-56  | 98-84   | 87-71  |
| 2    | TAU Ceramica        | 23  | 14 | 9  | 5  | 1126 | 1090 | 36   |  | TAU Ceramica          | 75-76 |       | 86-79  | 79-63 | 85-79 | 90-85  | 113-88  | 103-86 |
| 3    | Olimpija Ljubljana  | 23  | 14 | 9  | 5  | 1105 | 1052 | 53   |  | Olimpija Ljubljana    | 77-70 | 72-76 |        | 83-82 | 81-76 | 94-92  | 76-55   | 83-71  |
| 4    | Unicaja Málaga      | 21  | 14 | 7  | 7  | 1060 | 1058 | 2    |  | Unicaja Málaga        | 69-75 | 71-54 | 70-77  |       | 76-68 | 87-74  | 77-78   | 87-75  |
| 5    | Maccabi Tel-Aviv    | 21  | 14 | 7  | 7  | 1129 | 1081 | 48   |  | Maccabi Tel-Aviv      | 79-86 | 69-72 | 69-60  | 86-89 |       | 107-81 | 76-71   | 107-86 |
| 6    | Montepaschi Siena   | 20  | 14 | 6  | 8  | 1132 | 1092 | 40   |  | Montepaschi Siena     | 77-69 | 77-62 | 86-79  | 73-79 | 63-73 |        | 81-74   | 112-49 |
| 7    | Žalgiris Kaunas     | 19  | 14 | 5  | 9  | 1141 | 1195 | -54  |  | Žalgiris Kaunas       | 79-94 | 88-67 | 73-81  | 87-67 | 87-74 | 74-100 |         | 101-85 |
| 8    | Budućnost Podgorica | 16  | 14 | 2  | 12 | 1108 | 1297 | -189 |  | Budućnost Podgorica   | 84-92 | 71-81 | 81-100 | 72-78 | 80-89 | 91-75  | 106-102 |        |

#### Groupe C
| Rang | Équipe             | Pts | J  | G  | P  | Pp   | Pc   | Diff |  | Résultats (dom.\ext.) |       |       |       |        |       |       |       |         |
| ---- | ------------------ | --- | -- | -- | -- | ---- | ---- | ---- |  | --------------------- | ----- | ----- | ----- | ------ | ----- | ----- | ----- | ------- |
| 1    | CSKA Moscou        | 26  | 14 | 12 | 2  | 1148 | 1004 | 144  |  | CSKA Moscou           |       | 78-62 | 74-67 | 80-65  | 85-65 | 90-85 | 73-45 | 93-57   |
| 2    | Ülker Istanbul     | 24  | 14 | 10 | 4  | 1115 | 1064 | 51   |  | Ülker Istanbul        | 63-66 |       | 65-82 | 105-78 | 65-63 | 85-84 | 79-70 | 84-74   |
| 3    | Olympiakós         | 21  | 14 | 7  | 7  | 1066 | 1041 | 25   |  | Olympiakós            | 77-79 | 71-77 |       | 80-66  | 83-77 | 71-68 | 78-71 | 78-80   |
| 4    | Virtus Bologna     | 20  | 14 | 6  | 8  | 1102 | 1119 | -17  |  | Virtus Bologna        | 83-85 | 68-88 | 73-77 |        | 84-88 | 91-82 | 96-70 | 81-64   |
| 5    | ASVEL Villeurbanne | 20  | 14 | 6  | 8  | 1114 | 1138 | -24  |  | ASVEL Villeurbanne    | 99-87 | 79-82 | 85-74 | 74-88  |       | 64-76 | 87-80 | 104-103 |
| 6    | Real Madrid        | 20  | 14 | 6  | 8  | 1094 | 1113 | -19  |  | Real Madrid           | 80-93 | 81-77 | 73-66 | 73-81  | 77-85 |       | 79-85 | 89-78   |
| 7    | Śląsk Wrocław      | 19  | 14 | 5  | 9  | 1039 | 1125 | -86  |  | Śląsk Wrocław         | 73-84 | 84-93 | 72-91 | 72-80  | 75-73 | 65-71 |       | 83-74   |
| 8    | Partizan Belgrade  | 18  | 14 | 4  | 10 | 1109 | 1183 | -74  |  | Partizan Belgrade     | 93-81 | 86-90 | 81-71 | 73-86  | 79-71 | 82-86 | 85-86 |         |

### Top 16
Le Top 16 se déroule du 26 février au 17 avril 2003.
Les premiers de chaque groupe sont qualifiés pour le Final Four.

#### Groupe D
| Rang | Équipe         | Pts | J | G | P | Pp  | Pc  | Diff |  | Résultats (dom.\ext.) |        |       |       |       |
| ---- | -------------- | --- | - | - | - | --- | --- | ---- |  | --------------------- | ------ | ----- | ----- | ----- |
| 1    | CSKA Moscou    | 6   | 5 | 1 | 0 | 499 | 399 | 100  |  | ZSKA Moscou           |        | 66-54 | 79-69 | 89-70 |
| 2    | Efes Pilsen    | 6   | 4 | 2 | 0 | 425 | 431 | -6   |  | Efes Pilsen           | 71-69  |       | 68-62 | 82-78 |
| 3    | Cibona Zagreb  | 6   | 2 | 4 | 0 | 447 | 499 | -52  |  | Cibona Zagreb         | 59-101 | 82-75 |       | 88-81 |
| 4    | Unicaja Málaga | 6   | 1 | 5 | 0 | 474 | 516 | -42  |  | Unicaja Málaga        | 76-95  | 74-75 | 95-87 |       |

#### Groupe E
| Rang | Équipe             | Pts | J | G | P | Pp  | Pc  | Diff |  | Résultats (dom.\ext.) |         |       |       |       |
| ---- | ------------------ | --- | - | - | - | --- | --- | ---- |  | --------------------- | ------- | ----- | ----- | ----- |
| 1    | Montepaschi Sienne | 6   | 4 | 2 | 0 | 510 | 484 | 26   |  | Montepaschi Sienne    |         | 64-68 | 82-76 | 84-79 |
| 2    | Skipper Bologna    | 6   | 3 | 3 | 0 | 450 | 448 | 2    |  | Skipper Bologna       | 70-85   |       | 88-63 | 82-86 |
| 3    | Panathinaïkós      | 6   | 3 | 3 | 0 | 482 | 506 | -24  |  | Panathinaïkós         | 111-103 | 81-67 |       | 78-74 |
| 4    | Ülker Istanbul     | 6   | 2 | 4 | 0 | 480 | 484 | -4   |  | Ülker Istanbul        | 80-92   | 69-75 | 92-73 |       |

#### Groupe F
| Rang | Équipe           | Pts | J | G | P | Pp  | Pc  | Diff |  | Résultats (dom.\ext.) |       |       |        |       |
| ---- | ---------------- | --- | - | - | - | --- | --- | ---- |  | --------------------- | ----- | ----- | ------ | ----- |
| 1    | Benetton Trévise | 6   | 6 | 0 | 0 | 522 | 452 | 70   |  | Benetton Trévise      |       | 93-80 | 81-68  | 98-76 |
| 2    | Maccabi Tel Aviv | 6   | 4 | 2 | 0 | 537 | 477 | 60   |  | Maccabi Tel Aviv      | 83-84 |       | 100-77 | 98-71 |
| 3    | TAU Ceramica     | 6   | 2 | 4 | 0 | 502 | 516 | -14  |  | TAU Ceramica          | 75-84 | 79-93 |        | 93-73 |
| 4    | Virtus Bologne   | 6   | 0 | 6 | 0 | 448 | 564 | -116 |  | Virtus Bologne        | 70-82 | 73-83 | 85-110 |       |

#### Groupe G
| Rang | Équipe             | Pts | J | G | P | Pp  | Pc  | Diff |  | Résultats (dom.\ext.) |       |       |       |       |
| ---- | ------------------ | --- | - | - | - | --- | --- | ---- |  | --------------------- | ----- | ----- | ----- | ----- |
| 1    | FC Barcelona       | 6   | 5 | 1 | 0 | 448 | 424 | 24   |  | FC Barcelona          |       | 80-77 | 79-75 | 85-77 |
| 2    | Olympiakós         | 6   | 3 | 3 | 0 | 427 | 419 | 8    |  | Olympiakós            | 55-58 |       | 73-61 | 69-59 |
| 3    | Olimpija Ljubljana | 6   | 3 | 3 | 0 | 445 | 438 | 7    |  | Olimpija Ljubljana    | 72-69 | 72-74 |       | 87-66 |
| 4    | ASVEL Villeurbanne | 6   | 1 | 5 | 0 | 436 | 475 | -39  |  | ASVEL Villeurbanne    | 68-77 | 89-79 | 77-78 |       |

### Final Four
|  | Demi-finales                              | Demi-finales                             |              |    | Finale                                    | Finale                                    |
|  | Demi-finales                              | Demi-finales                             |              |    | Finale                                    | Finale                                    |
|  |                                           |                                          |              |    |                                           |                                           |
|  | Ven 9 mai - Barcelone (Palau Sant Jordi)  | Ven 9 mai - Barcelone (Palau Sant Jordi) |              |    | Dim 11 mai - Barcelone (Palau Sant Jordi) | Dim 11 mai - Barcelone (Palau Sant Jordi) |
|  | Ven 9 mai - Barcelone (Palau Sant Jordi)  | Ven 9 mai - Barcelone (Palau Sant Jordi) |              |    | Dim 11 mai - Barcelone (Palau Sant Jordi) | Dim 11 mai - Barcelone (Palau Sant Jordi) |
|  | Montepaschi Sienne                        | 62                                       |              |    | Dim 11 mai - Barcelone (Palau Sant Jordi) | Dim 11 mai - Barcelone (Palau Sant Jordi) |
|  | Montepaschi Sienne                        | 62                                       |              |    | Dim 11 mai - Barcelone (Palau Sant Jordi) | Dim 11 mai - Barcelone (Palau Sant Jordi) |
|  | Benetton Trévise                          | 65                                       |              |    | Dim 11 mai - Barcelone (Palau Sant Jordi) | Dim 11 mai - Barcelone (Palau Sant Jordi) |
|  | Benetton Trévise                          | 65                                       | FC Barcelone | 76 |                                           |                                           |
|  | Ven 9 mai - Barcelone (Palau Sant Jordi)  |                                          | FC Barcelone | 76 |                                           |                                           |
|  |                                           | Benetton Trévise                         | 65           |    |                                           |                                           |
|  | FC Barcelone                              | Benetton Trévise                         | 65           | 76 |                                           |                                           |
|  | FC Barcelone                              |                                          |              | 76 |                                           |                                           |
|  | CSKA Moscou                               | 71                                       |              |    |                                           |                                           |
|  | CSKA Moscou                               | 71                                       | 3e place     |    |                                           |                                           |
|  |                                           |                                          |              |    |                                           |                                           |
|  | Dim 11 mai - Barcelone (Palau Sant Jordi) |                                          |              |    |                                           |                                           |
|  |                                           |                                          |              |    |                                           |                                           |
|  | Montepaschi Sienne                        | 79                                       |              |    |                                           |                                           |
|  | Montepaschi Sienne                        | 79                                       |              |    |                                           |                                           |
|  | CSKA Moscou                               | 78                                       |              |    |                                           |                                           |
|  | CSKA Moscou                               | 78                                       |              |    |                                           |                                           |

## Équipe victorieuse
Joueurs : 
- N°5 Nacho Rodríguez ( Espagne)
- N°6 Alfons Alzamora ( Espagne)
- N°7 Gregor Fučka ( Italie)
- N°8 Patrick Femerling ( Allemagne)
- N°9 César Bravo ( Espagne)
- N°10 Dejan Bodiroga ( Serbie) (20 points en finale)
- N°11 Juan Carlos Navarro ( Espagne)
- N°12 Roberto Dueñas ( Espagne)
- N°13 Šarūnas Jasikevičius ( Lituanie)
- N°14 Rodrigo De la Fuente ( Espagne)
- N°16 Anderson Varejão ( Brésil)
- N°18 Remon van de Hare ( Pays-Bas)

Entraîneur :  Svetislav Pešić ( Serbie)

## Récompenses individuelles
- MVP de la saison régulière  Joseph Blair (Fenerbahçe Ülkerspor)
- MVP du Top 16 :  Mirsad Türkcan (Montepaschi Sienne)
- MVP du Final Four :  Dejan Bodiroga (FC Barcelone)
- Meilleur jeune joueur :  Antonis Fotsis (Panathinaïkos Athènes)
- Équipe type de la compétition :

| - All-Euroleague First Team : Tyus Edney (Benetton Trévise) Alphonso Ford (Montepaschi Sienne) Dejan Bodiroga (FC Barcelone) Jorge Garbajosa (Benetton Trévise) Victor Alexander (CSKA Moscou) | - All-Euroleague Second Team : Miloš Vujanić (KK Partizan Belgrade) Marcus Brown (Efes Pilsen Istanbul) Andres Nocioni (Tau Vitoria) Mirsad Türkcan (Montepaschi Sienne) Nikola Vujčić (Maccabi Tel-Aviv) |